# Leonardo II Tocco
Leonardo II Tocco (m. 1418/1419) foi governador de Corinto (1395/1400) e senhor de Glarentza, Angelocastro (1407/1408) e Zacinto. Era filho de Leonardo I Tocco, conde de Cefalônia, e irmão de Carlos I Tocco, déspota do Epiro. Esteve ativo na Grécia junto de seu irmão, onde participou das campanhas militares deste último, comandando uma frota naval. Em 1414/1415, durante a reparação do Hexamilião, a muralha do istmo de Corinto, Leonardo foi investido ao título de grande conostaulo e seu irmão de déspota pelo imperador Manuel II Paleólogo (r. 1391-1425). Casou-se com uma mulher de nome desconhecido com quem teve três filhos:
- Carlos III Tocco - conde de Zante e déspota do Epiro.[2]
- Madalena (Teodora) Tocco - primeira esposa do futuro imperador Constantino XI Paleólogo (r. 1449-1453).[2]
- Creusa Tocco - esposa do príncipe arcadiano Centurião II Zacarias (r. 1403-1432).[2]